# Guerra Civil algeriana
La Guerra Civil algeriana va ser un conflicte armat entre el govern algerià i diversos grups rebels islamistes que va començar el 1991. El total de baixes exacte està en disputa, però s'estima que costà entre 44.000 i 200.000 vides, en una població d'aproximadament 25 milions el 1990 i 31 milions el 2000.
El conflicte es va iniciar el gener de 1992, quan el partit Front Islàmic de Salvació (FIS) va guanyar popularitat entre els algerians i el Front d'Alliberament Nacional (FLN), preocupat per por a la victòria del primer, va cancel·lar les eleccions després de la primera ronda. En aquest moment l'exèrcit va prendre el control del govern, i el president Chadli Bendjedid va ser obligat a dimitir. Posteriorment el FIS va ser prohibit i milers dels seus membres detinguts, les guerrilles islamistes van sorgir ràpidament i van començar una campanya armada contra el govern i els seus partidaris.
El 1999, després de l'elecció d'un nou president, Abdelaziz Bouteflika, una nova llei d'amnistia va amnistiar la majoria dels guerrillers, motivant un gran nombre de "penedits" (com se l'anomena) que es reintegraren a la societat. La violència va disminuir considerablement, amb la victòria efectiva pel govern. Els terroristes restants van ser perseguits durant els propers dos anys, i pràcticament havien desaparegut el 2002.